# Jóhannes Haukur Jóhannesson
Jóhannes Haukur Jóhannesson (* 1980) ist ein isländischer Schauspieler.

## Leben

### Ausbildung, Theater
Jóhannes Haukur Jóhannesson wuchs hauptsächlich in Island auf, ein paar Jahre seiner Kindheit verbrachte er mit seiner Mutter auf den Färöern. Seine Schauspielausbildung erhielt er ab 2001 an der Kunstakademie Islands, das Studium schloss er 2005 als Bachelor of Fine Arts (BFA) ab. Anschließend war er am Isländischen Nationaltheater in Reykjavík engagiert.

### Filme
Für seine Darstellung des Tóti in Black’s Game – Kaltes Land, einer Verfilmung des Romans Svartur á leik von Stefán Máni, wurde er 2013 für den isländischer Film- und Fernsehpreis Edda als bester Schauspieler nominiert. Eine weitere Nominierung brachte ihm 2018 seine Darstellung des Arztes Freyr in I Remember You mit Ágústa Eva Erlendsdóttir ein.
Im Action- und Agentenfilm Atomic Blonde mit Charlize Theron war er 2017 als KGB-Agent Yuri Bakhtin zu sehen. Im prähistorischen Abenteuerfilm Alpha mit Kodi Smit-McPhee als Keda verkörperte er dessen Vater Tau.
Weitere Filmrollen hatte er unter anderem 2019 in Bernadette mit Cate Blanchett als Captain J. Rouverol und in The Good Liar – Das alte Böse mit Helen Mirren und Ian McKellen als Vlad sowie 2020 in Bloodshot mit Vin Diesel und Guy Pearce und 2021 in Infinite mit Mark Wahlberg als Kovic.

### Serien
In der US-amerikanischen Serie A.D.: Rebellen und Märtyrer verkörperte er 2015 den Apostel Thomas. 2016 war er in den Folgen Der Gebrochene und Niemand der HBO-Fantasy-Serie Game of Thrones als Lem Lemoncloak zu sehen. In The Last Kingdom spielte er 2017 in zwei Folgen Sverri, in The Innocents verkörperte er 2018 die Rolle des Steinar.
Weitere Serienrollen hatte er 2017 in Stella Blómkvist, 2018 in Origin, 2019 in Beforeigners und 2020 in Cursed – Die Auserwählte. Im Netflix-Ableger Vikings: Valhalla der Serie Vikings übernahm er die Rolle des Olaf Haraldson. In der vierten Staffel der HBO-Serie Succession spielte er die Rolle des Oskar Gudjohnsen. Unter der Regie von Roland Emmerich und Marco Kreuzpaintner drehte er 2023 die Gladiatorenserie Those About to Die.

### Sonstiges
Beim Eurovision Song Contest 2019 fungierte er als Punktesprecher für Island.
In den deutschsprachigen Fassungen wurde er unter anderem von Mark Schmal (Atomic Blonde, The Good Liar – Das alte Böse), Sven Brieger (Bloodshot, The Sisters Brothers), Matti Klemm (Alpha), Jan-David Rönfeldt (Black's Game), Marco Kröger (Cursed – Die Auserwählte) sowie Bernd Egger (The Innocents) synchronisiert.

## Filmografie (Auswahl)
- 2004: Legal Criminals (Kurzfilm)
- 2008: Reykjavík – Rotterdam
- 2008: Svartir englar (Fernsehserie)
- 2008: Ríkið (Mini-Serie)
- 2008: Áramótaskaup 2008 (Fernsehfilm)
- 2009: Marteinn (Mini-Serie)
- 2009: The Place (Kurzfilm)
- 2009: Fangavaktin (Mini-Serie)
- 2009: Bjarnfreðarson
- 2009–2010: Réttur (Fernsehserie)
- 2010: Áramótaskaup 2010 (Fernsehfilm)
- 2011: Mannasiðir Gillz (Mini-Serie)
- 2011: Pressa (Fernsehserie)
- 2011: Come to Harm (Kurzfilm)
- 2011: Áramótaskaup 2011 (Fernsehfilm)
- 2012: Black’s Game – Kaltes Land (Svartur á leik)
- 2012: Áramótaskaup 2012 (Fernsehfilm)
- 2013: Þetta Reddast
- 2013: LazyTown – Chef Rottenfood (Fernsehserie)
- 2013: Ferðalok (Mini-Serie)
- 2013: Áramótaskaup 2013 (Fernsehfilm)
- 2014: Noah
- 2014: Ævar vísindamaður – Lokaþátturinn (Fernsehserie)
- 2014: BlackBoxTV – Come to Harm (Fernsehserie)
- 2014: Algjör Sveppi og Gói bjargar málunum
- 2015: Bakk
- 2015: A.D.: Rebellen und Märtyrer (A.D. The Bible Continues, Fernsehserie)
- 2016: Der Effekt des Wassers
- 2016: Game of Thrones (Fernsehserie)
- 2016: Der Island-Krimi – Der Tote im Westfjord (Fernsehreihe)
- 2016: Pilgrim (Kurzfilm)
- 2017: Atomic Blonde
- 2017: The Last Kingdom (Fernsehserie)
- 2017: I Remember You (Ég man þig)
- 2017: Loforð (Mini-Serie)
- 2017: Stella Blómkvist (Fernsehserie)
- 2018: Alpha
- 2018: The Innocents (Fernsehserie)
- 2018: The Sisters Brothers
- 2018: Origin (Fernsehserie)
- 2019: Bernadette (Where'd You Go, Bernadette)
- 2019: Beforeigners (Fernsehserie)
- 2019: The Good Liar – Das alte Böse (The Good Liar)
- 2020: Bloodshot
- 2020: Der Brief für den König (The Letter for the King, Fernsehserie)
- 2020: Eurovision Song Contest: The Story of Fire Saga
- 2020: Cursed – Die Auserwählte (Cursed, Fernsehserie)
- 2021: Resurrection
- 2021: Infinite – Lebe unendlich (Infinite)
- 2022–2024: Vikings: Valhalla (Fernsehserie)
- 2023: Succession (Fernsehserie)
- 2024: Duino
- 2024: Those About to Die (Fernsehserie)
- 2025: Captain America: Brave New World

## Auszeichnungen und Nominierungen (Auswahl)
Edda
- 2013: Nominierung als bester Schauspieler für Black’s Game – Kaltes Land[6]
- 2018: Nominierung als bester Schauspieler für I Remember You[7]